# Dalni (Kamtxatka)
|  | Per a altres significats, vegeu «Dalni». |

Dalni (en rus: Дальний) és un poble (un possiólok) del krai de Kamtxatka, a Rússia, que el 2020 tenia 62 habitants. Pertany al districte de Iélizovo.